# Грументо-Нова
Грументо-Нова, Ґрументо-Нова (італ. Grumento Nova) — муніципалітет в Італії, у регіоні Базиліката, провінція Потенца.
Грументо-Нова розташоване на відстані близько 340 км на південний схід від Рима, 40 км на південь від Потенци.
Населення — 1730 осіб (2014).
Щорічний фестиваль відбувається 17 листопада. Покровитель — San Laverio.

## Демографія
Населення за роками:

Станом на 1 січня 2023 року в муніципалітеті офіційно проживав 101 іноземець з 10 країн, серед них 37 громадян країн Євросоюзу та 4 громадяни України.

## Сусідні муніципалітети
- Марсіковетере
- Молітерно
- Монтемурро
- Монтезано-сулла-Марчеллана
- Сарконі
- Спінозо
- Трамутола
- Віджано